# 竹崎町

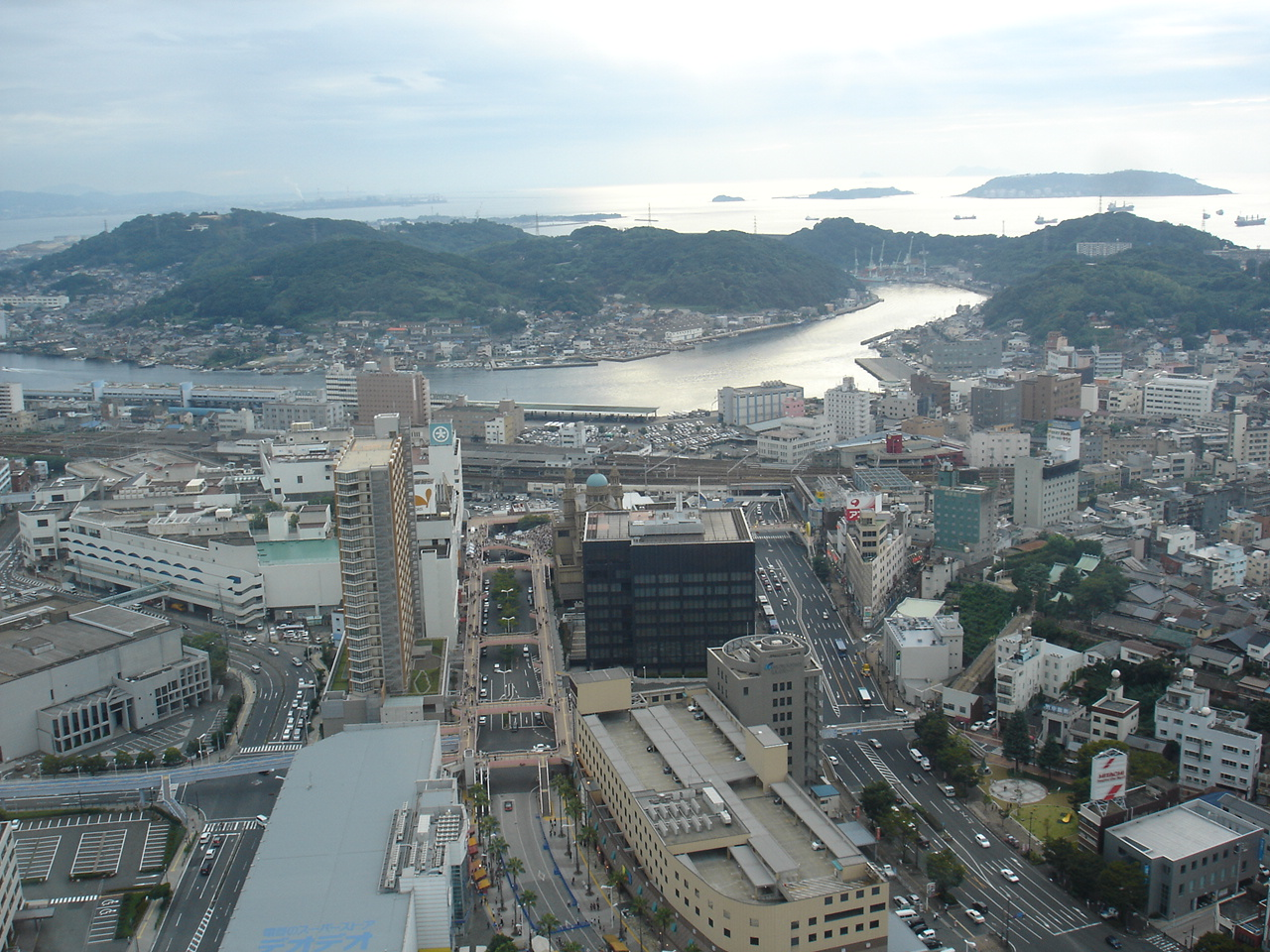
海峡ゆめタワー展望室から見た竹崎町周辺

竹崎町（たけざきちょう、Takezaki-cho）とは、山口県下関市の地名。現行行政地名は竹崎町一丁目から四丁目。郵便番号750-0025（下関郵便局管区）。

## 地理

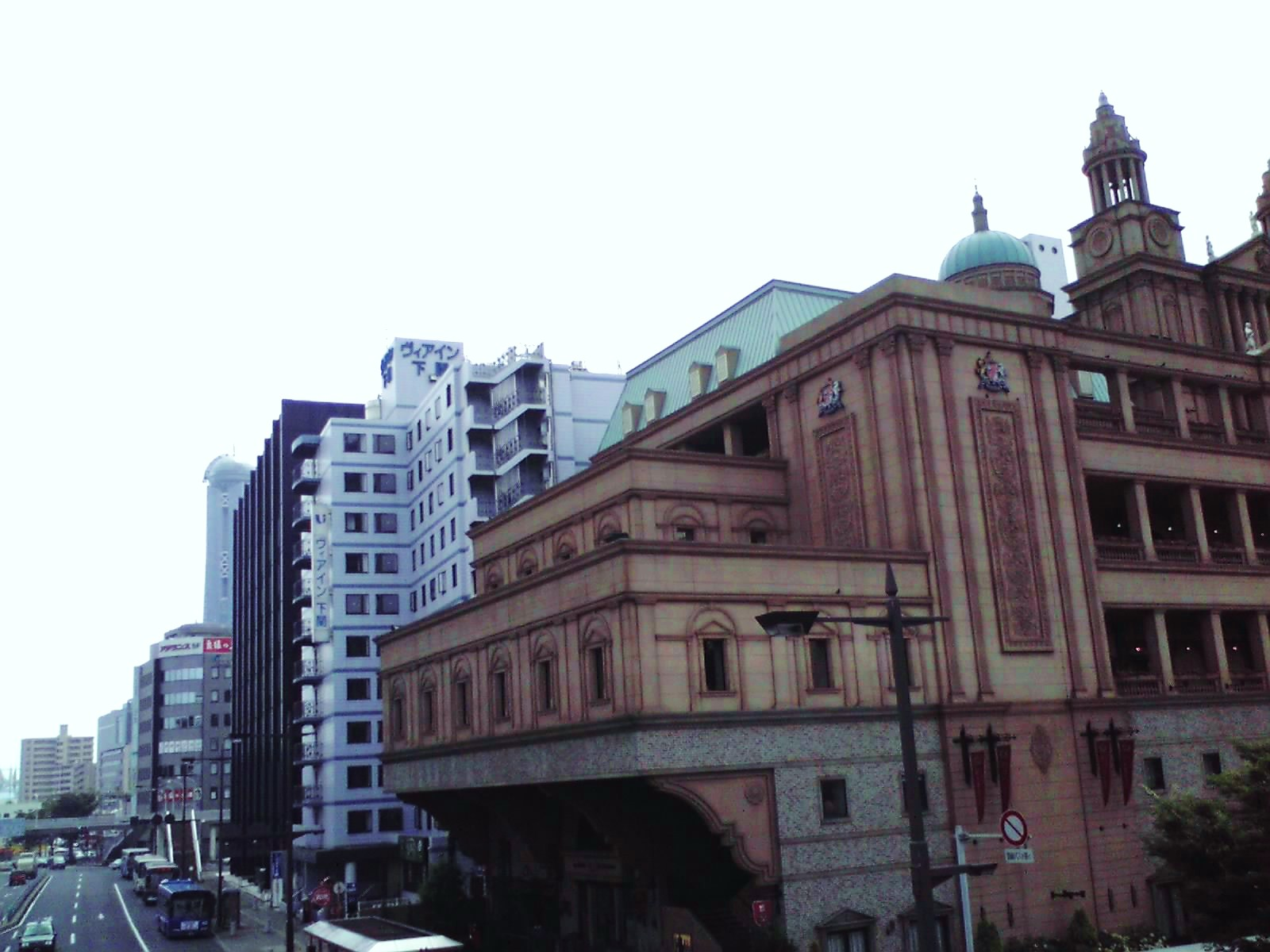
竹崎町4丁目（JR下関駅東側）のビル。左下の国道9号をそのまま進むと、豊前田に着く。

国道9号の北側に竹崎町1丁目・2丁目が、山陽本線の西側に竹崎町3丁目が、国道9号の南側に竹崎町4丁目が所在する。下関駅を含む4丁目にはホテルや銀行などが建ち並び、公示地価標準値としては山口県内で最高価格となっている。京都市・烏丸五条を起点とする国道9号はこの地が終点となり、終点の先はそのまま国道191号に連なる。
元々竹崎町は下関漁港にほど近いこともあり、山裾の路地の周りに小規模な住宅と、漁業関係者向けの企業店舗や飲食店等が密集するエリアであった（現在も竹崎町1丁目には路地裏の小規模な住宅が多く残る）。かつての大洋漁業（現在のマルハニチロ）の本社ビルは、1936年から2009年までこの地に建てられていた（現在のニッポンレンタカー下関駅西口営業所。歩道脇に記念碑がある）。
この状況に大きな変化を及ぼしたのが、国鉄（当時）下関駅の当地への移転である。元々下関駅は山陽鉄道の終点として開業し、九州や大陸へと渡る関門連絡船・関釜連絡船の便を考慮して、港にほど近い細江町に設けられていたが、1942年（昭和17年）に九州へと陸続きとなる関門鉄道トンネルの開通を機に、関門トンネルへ直通する方向に位置する竹崎町に移転されたものである。これをきっかけとして、竹崎町一帯は下関駅を中心として活況を呈することとなり、旅行者向けの宿泊施設等が多く設けられ、下関大丸などの商業施設も置かれて繁華街としての位置づけを与えられることとなった。また、この地が大陸（韓国）と日本本土との結節点の地でもあったことからこの周辺にコリア・タウンが形成されることとなり、後に竹崎町2丁目には在日コリアンの人々を中心とした商店街「グリーンモール商店街」が形成されていくこととなる。
下関駅の西側は下関漁港が大洋漁業を中心とした捕鯨・遠洋漁業の母港として栄えると大いに賑わいを見せるが、オイルショックや排他的経済水域の設定、さらには商業捕鯨モラトリアムにより捕鯨・遠洋漁業の環境に厳しさが増すにつれ、かつての賑わいは失われつつある。
下関駅移転後も残されていた細江地区の貨物ヤードが戦後にかけて縮小・廃止されると跡地を利用した駅周辺の再開発が進み、1965年には山口銀行本店が当地の下関鉄道病院跡地に移転、さらに1977年には県下最大のショッピングセンター「シーモール下関」がオープンするなど、大型商業施設の集積が進むこととなった。現在ではこの一帯（竹崎町4丁目付近）が商業施設等の中心エリアとなっている。
2008年（平成20年）7月から、竹崎地区（豊前田エリアも一部含む）は路上喫煙等禁止地区に指定された。指定喫煙場所（ほっとぴっと）での喫煙は可能。

## 交通

### 鉄道
- JR下関駅

### バス
- 下関駅前バスターミナル
  - サンデン交通 「下関駅」「下関駅西口」「竹崎」バス停のいずれかで下車。

### 航路
- 下関港国際ターミナル

## 施設
商業施設
- シーモール下関
  - 下関大丸
  - シーモールパレス（結婚式場）

- グリーンモール商店街（コリア・タウン）
- 長門市場
- 下関駅名店街

公共施設
- 下関郵便局
- 下関地方合同庁舎
- 下関市民会館
- 竹崎公園
- 埠頭公園

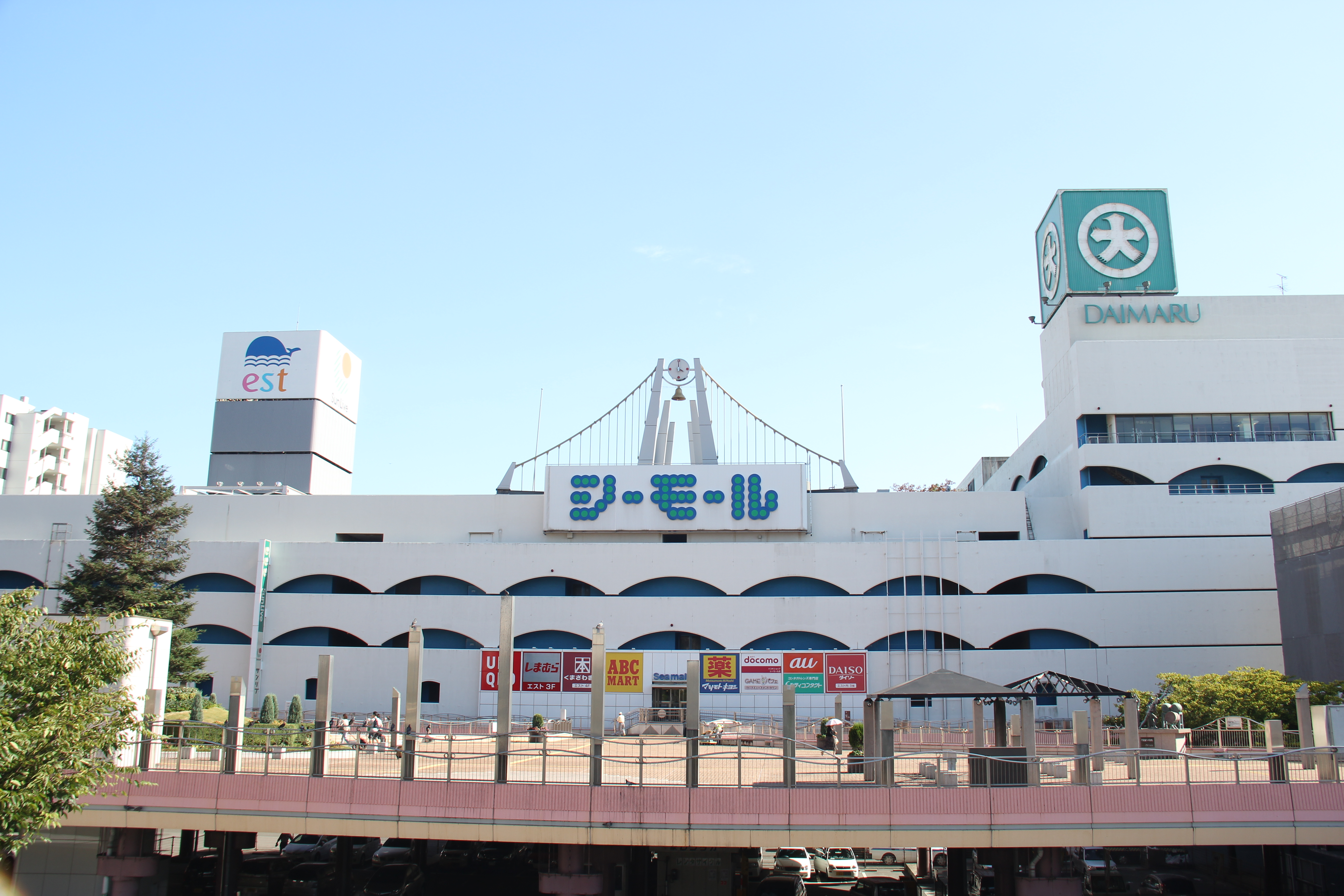
シーモール下関

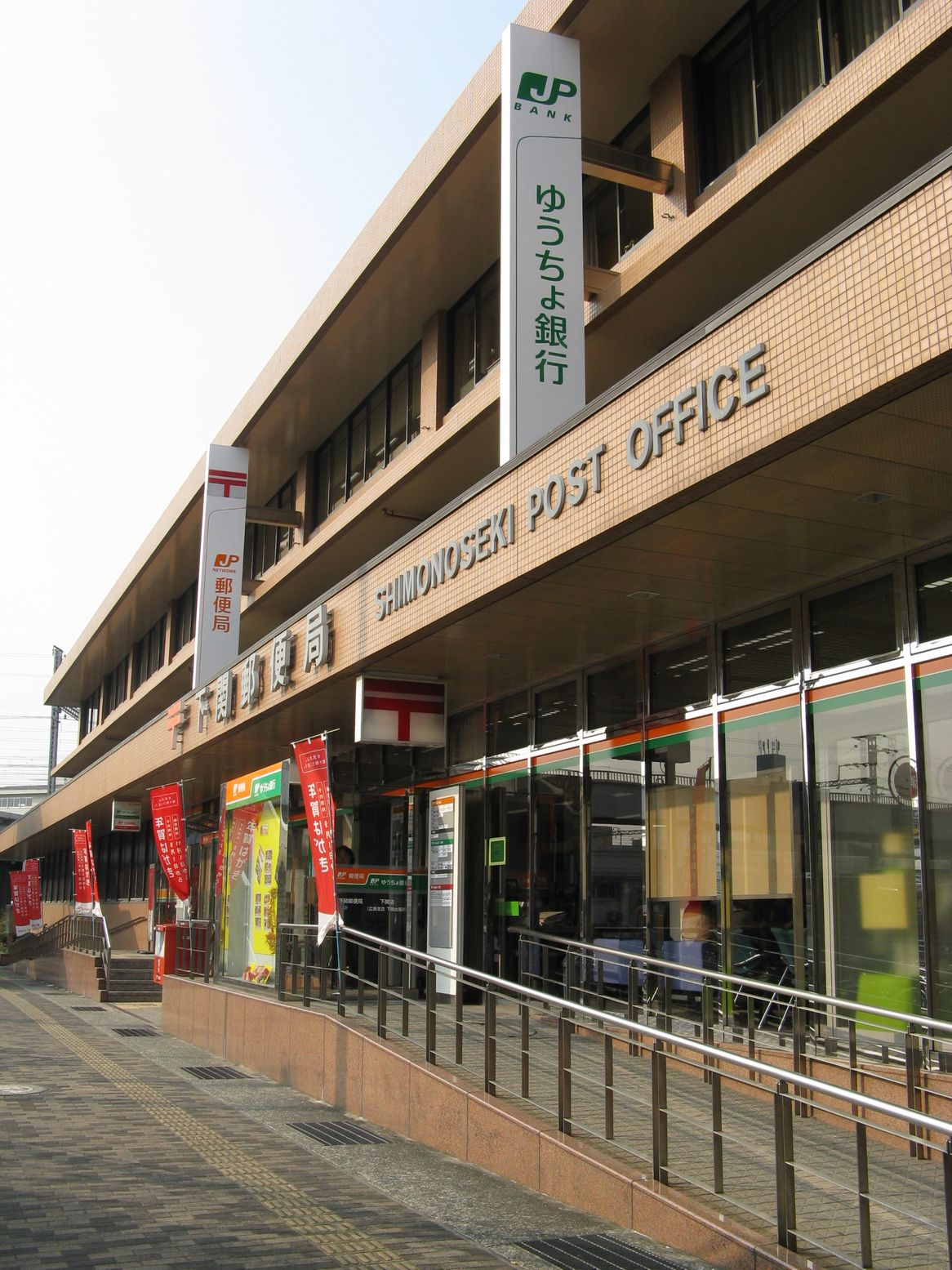
下関郵便局

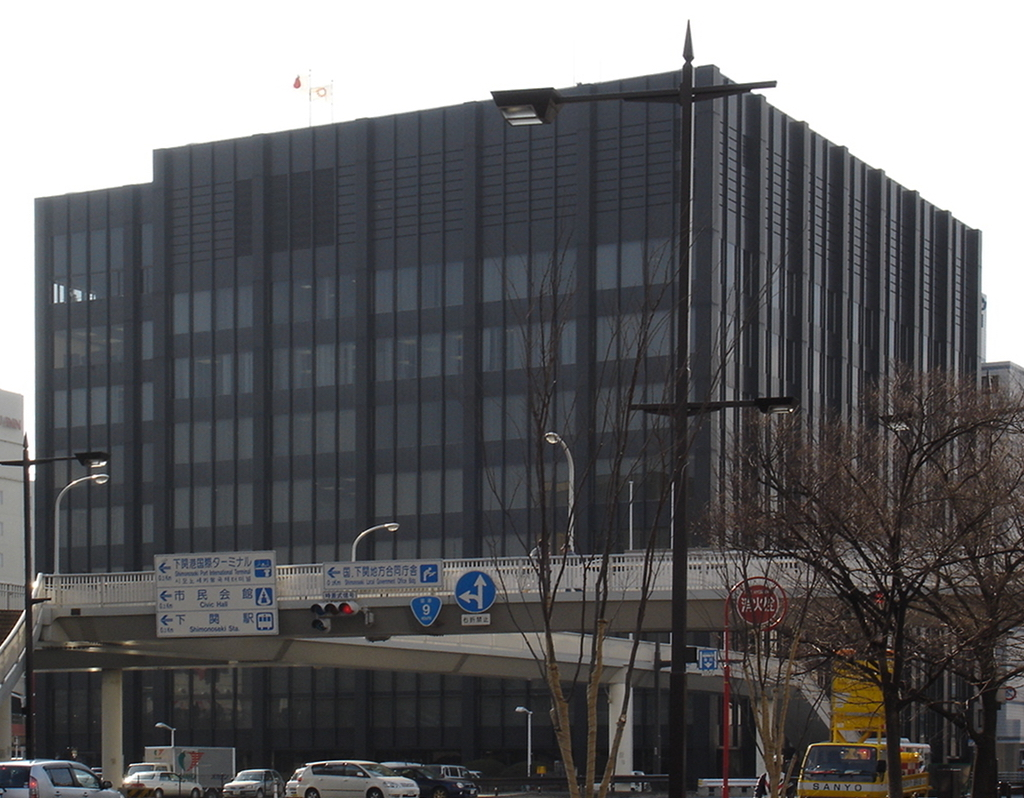
山口銀行本店

- 竹崎桟橋渡船場（六連島への定期船が運航されている）

観光
- 大歳神社（夜間ライトアップ有り）

宿泊施設
- スマイルホテル下関（旧・下関東急イン→下関東急REIホテル）
- プリンスホテル下関
- ホテル38下関（現在休業中）
- ヴィアイン下関
- ホテルウィングインターナショナル下関
- 下関ステーションホテル
- グリーンホテル下関
- 下関駅西ワシントンホテルプラザ（大和町）

企業
- 山口フィナンシャルグループ本社
  - 山口銀行本店

- 三井住友銀行下関支店
- 福岡銀行下関支店
- 朝銀西信用組合下関支店
- 関光汽船本社
- 中国電力下関営業所
- エストラスト本社

教育施設
- 下関リハビリテーション学院
- さくら国際言語学院

その他
- ノートルダム下関（旧グランプラス セント・ヴァレンタイン）（結婚式場）
- ヴェルタワー下関（高層マンション、山口県最高層の建築物）
- マルハ下関支社ビル（旧大洋漁業本社）
- まるは通り＝ソープランドやラブホテルが立ち並ぶ風俗街
- シーモール下関駐車場
- 下関市長門町駐車場

## 催事
竹崎地区に関連する催事としては、主に以下5つが挙げられる。
- 日曜朝市（毎月第3日曜に、グリーンモール商店街を歩行者天国にして行われる。）
- しものせき海峡まつり（5月）
- 馬関まつり（8月、山口県最大の祭り）
- リトル釜山フェスタ（毎年11月23日、グリーンモール商店街で開催）
- 下関海響マラソン（11月）
- 下関さかな祭（11月、大和町・下関漁港）

## 出身・ゆかりのある人物
- 中部利三郎（大洋漁業副社長、林兼造船、林兼産業各社長） - 住所が竹崎町[2]。
- 中部銀次郎（アマチュアゴルファー） - 中部利三郎の三男[2]。